# Антоний (Дашкевич)
Епи́скоп Анто́ний (в миру Алекса́ндр Феофи́лович Дашке́вич; 21 февраля (4 марта) 1864, Волынская губерния — 28 марта 1934, Казанлык, Болгария) — епископ Русской православной церкви заграницей, епископ Аляскинский, викарий Северо-Американской епархии.

## Биография
Александр Феофилович Дашкевич родился в 1864 году в семье иерея Феофила Дашкевича из Владимир-Волынского уезда Волынской губернии.
После окончания в 1884 году Волынской духовной семинарии преподавал русский и церковно-славянский языки в Симферопольском духовном училище (1885-1897 гг.).
Святейшим Синодом был определён на службу в Алеутскую епархию Русской Православной Церкви. С 1897 по 1905 год служил настоятелем собора Архангела Михаила на Ситке и благочинным церквей Ситкинского округа (до 1904 года).
17 (29) ноября 1897 года пострижен в монашество. 21 ноября (3 декабря) 1897 года в Троицком соборе Александро-Невской лавры епископом Старицким Павлом рукоположен в иеромонаха. В 1904 году был возведён в сан игумена.
В 1903 году был направлен Тихоном (Беллавиным) в помощь правительственным чиновникам, осуществлявшим топографическую съёмку и межевание, а затем оформление и регистрацию государственных патентов на церковные участки на Аляске.
17 (30) октября 1905 год  зачислен священнослужителем на крейсер «Лену». Служил на крейсере «Алмаз», на броненосце «Император Александр II», на императорской яхте.
В 1906 году возведён в сан архимандрита.
12 (25) мая 1908 года назначен благочинным церквей учебно-артиллерийского отряда Балтийского флота под начальством контр-адмирала Николая Карловича Рейценштейна.
После революции эмигрировал в Германию, затем переехал в Данию.
В 1919—1921 годах был настоятелем Александро-Невского храма в Копенгагене и духовником императрицы Марии Феодоровны. Архиепископ Евлогий (Георгиевский), по своему признанию, сначала «отнесся к нему хорошо, а потом, разглядев, изменил к нему отношение и стал его подтягивать».
9 (22) июля 1921 года по предложению Патриарха Тихона определением Высшего Церковного Управления Заграницей определён быть епископом Алеутским и Аляскинским.
Участник Первого Зарубежного Церковного Собора, прошедшего 21 ноября / 4 декабря 1921 года в Сремских Карловцах.
11 декабря 1921 года в Сремских Карловцах был рукоположен в епископа Аляскинского, викария Северо-Американской епархии. Хиротонию возглавил Патриарх Сербский Димитрий.
24 июля 1922 года Временный Священный Архиерейский Синод определил: «Предложить преосвященному Антонию, епископу Алеутскому и Аляскинскому, немедленно выехать к месту своей службы в Аляску для управления Алеутско-Аляскинской епархией».
По поручению ВВЦУ за границей ревизовал Северо-Американскую епархию. 9 марта 1922 года епископ Антоний начал своё расследование и уже через две недели, 22 марта, был готов доклад на двадцати одной странице для представления Святейшему Патриарху и Высшему Русскому Церковному Управлению Заграницей, в котором в крайне неблагоприятном свете была представлена деятельность архиепископа Александра (Немоловского) и митрополита Платона (Рождественского), что привело к осложнению отношений между Карловацким ВВЦУ и американскими иерархами. Митрополит Евлогий (Георгиевский) писал, что у владыки Антония были «старые счёты» с американским архиепископом Александром.
Определением Архиерейского Синода Русской Православной Церкви Заграницей от 25 января — 7 февраля 1924 года был уволен по болезни на покой.
Жил на покое в Бостоне (США), а затем в Шипке (Болгария).
Скончался от кровоизлияния в мозг 15 (28) марта 1934 года в городе Казанлык, Болгария, в государственной больнице. Похоронен на Русском кладбище при Храме-Памятнике Шипка.